# Comité français d’échanges avec l’Allemagne nouvelle
Das Comité français d’échanges avec l’Allemagne nouvelle, dt. das französische Komitee für den Austausch mit dem neuen Deutschland, wurde im Jahr 1948 als Privatinitiative des französischen Philosophen Emmanuel Mounier (1905–1950) mit dem Politikwissenschaftler und Soziologen Alfred Grosser (1925–2024) in Kooperation mit weiteren französischen Intellektuellen wie dem Schriftsteller Jean Schlumberger (1877–1968), den Germanisten Edmond Vermeil (1878–1964) und Robert Minder (1902–1980), dem Germanisten und Widerstandskämpfer Robert d’Harcourt (1881–1965) von der Académie Française, dem Widerstandskämpfer Henri Frenay, dem Journalisten und Widerstandskämpfer Rémy Roure (1885–1966), dem Schriftsteller Vercors (1902–1991), den Philosophen Jean-Paul Sartre (1905–1980) und Maurice Merleau-Ponty (1908–1961), dem Pastor und Schriftsteller Albert Finet sowie dem Jesuitenpater, Widerstandskämpfer und Militärseelsorger Jean du Rivau (1903–1970) gegründet. Die Beteiligten hatten überwiegend einen katholischen Hintergrund, teils waren sie jüdischer Herkunft.

## Ziele und Ausrichtung
Das Komitee setzte sich für eine europäische Integration sowie eine Versöhnung und konstruktive Zusammenarbeit mit dem neuen Deutschland ein. Gemeint war damit zunächst das Deutschland der Phase nach 1945 und nach deren Gründung 1949 dezidiert die Bundesrepublik, die sich als Rechtsnachfolger des Deutschen Reichs sah, nicht aber die DDR.
Das Comité français d’échanges avec l’Allemagne nouvelle schuf insbesondere im Vorfeld der späteren politischen Aktivitäten beider Staaten eine Art „Infrastruktur menschlicher Beziehungen“, wie Alfred Grosser es rückblickend beschreibt.
Das Programm des Komitees stellte dem alten Stereotyp des Erzfeindes (l’Allemagne éternelle – gemeint: das ewig gleichbleibende Deutschland) das Bild eines neuen Deutschlands (l’Allemagne nouvelle) gegenüber, wie es sich ab der Gründung der Bundesrepublik am 23. Mai 1949 auf der Basis ihres Grundgesetzes manifestierte. Gleichzeitig nahm es mit seiner wesentlichen Zielsetzung einer europäischen Föderation unter Einbeziehung Deutschlands die Ausrichtung der französischen Widerstandsbewegung während des Zweiten Weltkrieges, der Résistance, in ihr Programm auf.
Das Komitee veröffentlichte zwischen 1949 und 1967 ein eigenes Periodikum, das Bulletin d’information Allemagne (Deutschland).
Zahlreiche Vertreter des neuen demokratischen Deutschlands wurden vom Komitee zu Vorträgen an die Pariser Universität Sorbonne geladen, so der Schriftsteller Alfred Andersch (1914–1980), der Journalist, Verleger und Publizist Rudolf Augstein (1923–2002), der Schriftsteller Heinrich Böll (1917–1985), der Theologe Otto Dibelius (1880–1967), der Publizist Walter Dirks (1901–1991), der Politikwissenschaftler Theodor Eschenburg (1904–1999), der Theologe und Politiker Eugen Gerstenmaier (1906–1986), der Historiker Hans Herzfeld (1892–1982), der Romanist, Philologe und Wissenschaftspolitiker Gerhard Hess (1907–1983), der erste Bundespräsident Theodor Heuss (1884–1963), der Politiker Kurt Georg Kiesinger (1904–1988), der Politikwissenschaftler und Soziologe Eugen Kogon (1903–1987), der Soziologe Eugen Lemberg (1903–1976), der Politiker Hans Lukaschek (1885–1960), der Sozialwissenschaftler Theo Pirker (1922–1995), der Publizist und Politiker Josef Rommerskirchen (1916–2010), der Gewerkschafter Ludwig Rosenberg (1903–1977), der Soziologe Helmut Schelsky (1912–1984), der Politiker und Staatsrechtler Carlo Schmid (1896–1979), der Journalist Theo Sommer (1930–2022) oder der Politiker und Verfassungsrichter Erwin Stein (1903–1992).
Die mediale Bilanz fiel seinerzeit positiv aus:

„Die Verdienste des Komitees und seines Mitteilungsblattes "Allemagne", dessen hundertste Nummer die letzte war, für die Entgiftung und Verbesserung der deutsch-französischen Beziehungen müssen hervorgehoben werden. (...) Eine der wichtigsten Forderungen des "Comité d'échanges" und seines Blattes bestand in einer möglichst sachlichen Unterrichtung über beide Länder (...) Das Komitee vertrat in allen Wechselfällen, auch in strittigen historischen Fragen, immer einen wachsamen, ausgewogenen Standpunkt, der sich gegen jeden Fanatismus auf beiden Seiten wandte. (...) Wegbereitend war das "Comité d'échanges" in seinem Bestreben, den Austausch und die Kulturpolitik über den herkömmlichen Rahmen auszuweiten auf alle Gebiete des gesellschaftlichen Lebens, von der Jugend bis zu den Gewerkschaften, von der Wirtschaft bis zu den Kirchen.“

## Organisation

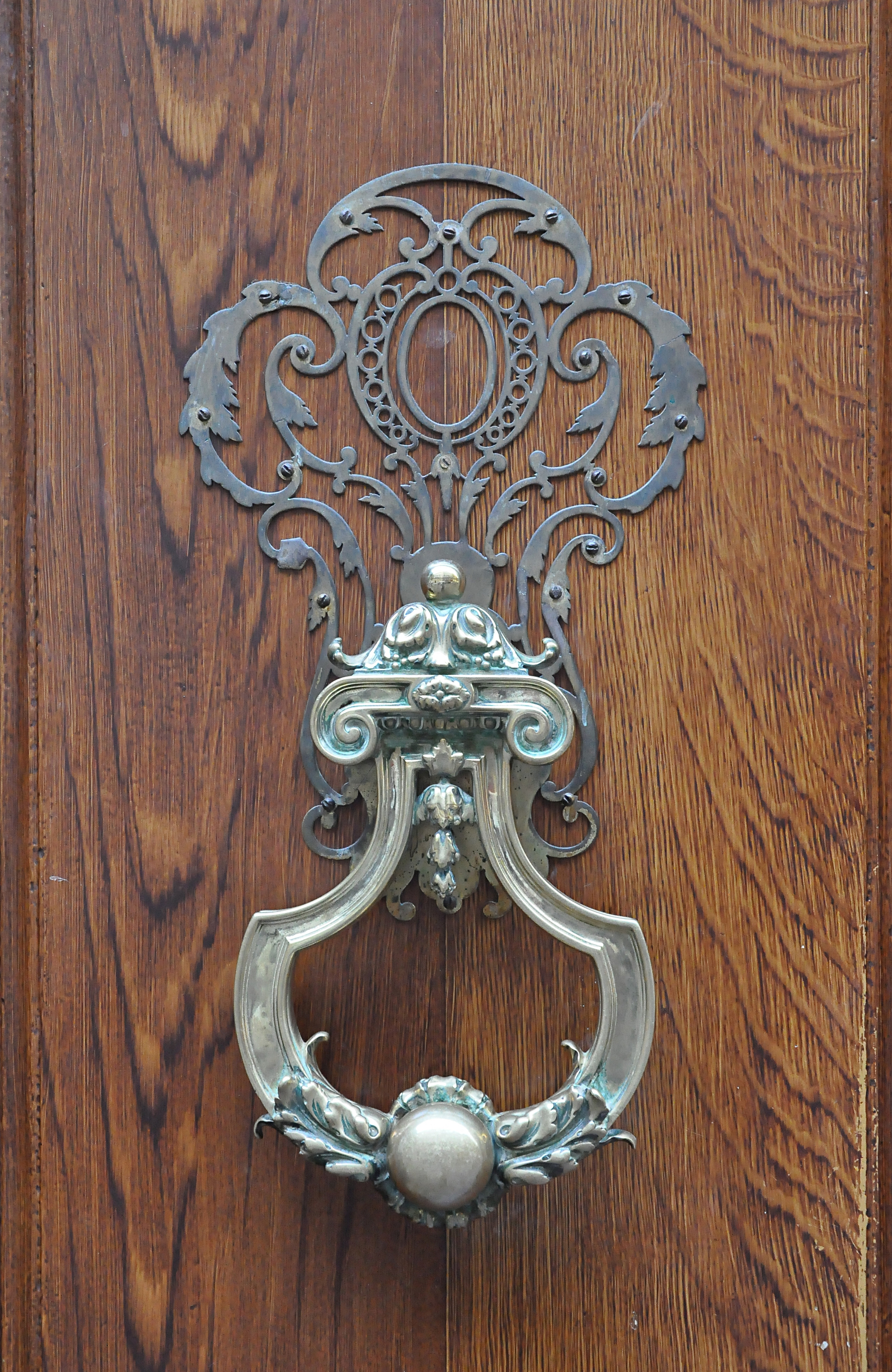
Türklopfer am Haus 21, rue Béranger, Paris – Sinnbild für die Arbeit des Komitees: Kontakte knüpfen und Wege ebnen

### Kuratorium
Das Kuratorium (Comité directeur) des Komitees setzte sich aus Albert Finet, Henri Frenay, Alfred Grosser, Robert d’Harcourt, Maurice Merleau-Ponty, Robert Minder, Emmanuel Mounier, Jean du Rivau, Rémy Roure, Jean-Paul Sartre, Jean Schlumberger, Vercors und Edmond Vermeil zusammen. Die Zugehörigkeit zu diesem Kuratorium war geregelt: es durfte ihm niemand angehören, der wegen Kollaboration (collaboration) mit dem Feind (Nazi-Deutschland) verurteilt worden war.

### Präsidium
Das fünfköpfige Präsidium bildeten Mounier, Rémy Roure, David Rousset, Vercors und Vermeil. Keines der Präsidiumsmitglieder durfte für das französische Außenministerium, das Kommissariat für deutsche und österreichische Angelegenheiten oder die militärische bzw. zivile Verwaltung der französischen Besatzungszone in Deutschland arbeiten oder gearbeitet haben. Die gleiche Regel galt für den Generalsekretär und den Schatzmeister. Damit sollten die Autonomie des Komitees und dessen Kritikfähigkeit gewährleistet werden.

### Geschäftsstelle
Das ehemalige Organisationsbüro des Comité français d’échanges avec l'Allemagne nouvelle war unter der Adresse 21, rue Béranger, im dritten Arrondissement von Paris angesiedelt. Das Gebäude existiert noch. Ehrenamtlicher Generalsekretär (Secrétaire général) war Alfred Grosser, hauptamtliche Sekretärin seine Mutter Lily Grosser. Beide übten diese Ämter von 1948 bis 1967 aus. Schatzmeister (trésorier) war der Schriftsteller und Widerstandskämpfer Jean-Marie Domenach.

### Satzung
Zielsetzung war es, die Deutschen und die Franzosen über die politische, kulturelle und soziale Wirklichkeit des jeweils anderen Staates aufzuklären. Außerdem wollte es diejenigen Deutschen unterstützen, die alte und neue Erscheinungsformen des Nationalsozialismus bekämpften sowie solche Deutsche, die dazu Bereitschaft zeigten, am aktiven Aufbau einer internationalen Gemeinschaft mitzuwirken.

### Periodikum
Allemagne – Bulletin d'information du Comité français d‘échanges avec l'Allemagne nouvelle. Die 1. Ausgabe erschien im April 1949 mit einer Auflage von 5.000 Exemplaren. Die letzte Ausgabe, Nr. 100, erschien 1967.

## Kooperationen
Im Jahr 1948 wurde auf deutsche Initiative das Deutsch-Französische Institut in Ludwigsburg gegründet, das sich in der Folge zu einem bedeutenden Kooperationspartner des Comité français d’échanges avec l’Allemagne nouvelle entwickelte. An der Gründung dieses Instituts waren Theodor Heuss, Carlo Schmid, Fritz Schenk und Alfred Grosser beteiligt. Das Institut wurde seinerzeit in der US-amerikanischen Besatzungszone angesiedelt, um eine von den französischen Besatzungsbehörden unabhängige Arbeit zu gewährleisten. Bei der offiziellen Eröffnung des DFI am 12. Februar 1949 hielt Vermeil als Vertreter des Komitees die Festansprache.

## Retrospektive
Das Komitee gilt durch den Gedankenaustausch sowie die Knüpfung eines sozialen Netzwerkes als Wegbereiter des im Jahr 1963 gegründeten Deutsch-Französischen Jugendwerks (DFJW), das auf der Basis des von Bundeskanzler Konrad Adenauer und Staatspräsident Charles de Gaulle unterzeichneten Élysée-Vertrags vom 22. Januar 1963 geschaffen wurde. Dem bis 1967 bestehenden Komitee schreibt Grosser eine Einflussnahme auf die französisch-deutsche Politik der 1950/60er Jahre zu.